# Mell (певица)
Mell (стилизованное: MELL; родилась 1 августа) — японская певица из Саппоро, Хоккайдо, подписавшая контракт с Geneon Universal Entertainment. Бывшая участница техно/транс музыкальной группы I’ve Sound и одна из главных вокалисток этой группы. Mell поучаствовала в создании вокальных композиций к нескольким саундтрекам к аниме, среди которых: Black Lagoon, Hayate the Combat Butler, RideBack, Shakugan no Shana, Highschool of the Dead и Sky Girls.
После борьбы с неизвестной болезнью в течение длительного периода времени, Mell покидает группу I’ve Sound после выпуска её сборника Entrust: The Name of Mell 20 марта 2013 года, и прекращает музыкальную деятельность.

## Дискография

### Альбомы
| Название                  | Синглы                                                 | Дата выпуска    | Позиция в Oricon Top 300 | Продажи |
| ------------------------- | ------------------------------------------------------ | --------------- | ------------------------ | ------- |
| Mellscope                 | «Red Fraction» «Proof/No Vain» «Virgin's High!/Kicks!» | 20 августа 2008 | 13                       | 15 300  |
| Mirage                    | «Proof/No Vain» «Kill» «Rideback»                      | 27 октября 2010 | 27                       | 4 674   |
| Entrust: The Name of Mell | –                                                      | 20 марта 2013   | –                        | –       |

### Синглы
| Название                | Дата выпуска     | Позиция в Oricon Top 200 | Продажи | Примечание                                              |
| ----------------------- | ---------------- | ------------------------ | ------- | ------------------------------------------------------- |
| «Red Fraction»          | 14 июня 2006     | 11                       | 38 000  | открывающая тема аниме-сериала Black Lagoon             |
| «Proof/No Vain»         | 30 мая 2007      | 18                       | 13 000  | закрывающая тема аниме-сериала Hayate the Combat Butler |
| «Virgin's High!/Kicks!» | 26 сентября 2007 | 15                       | 20 000  | открывающая тема аниме-сериала Sky Girls                |
| «Kill»                  | 19 ноября 2008   | 37                       | 3 400   | тематическая песня к фильму «Убить» Мамору Осии         |
| «Rideback»              | 4 марта 2009     | 19                       | 11 100  | открывающая тема аниме-сериала RideBack                 |
| «Kara no Tsubomi»       | 29 июля 2009     | 153                      | 4 700   | –                                                       |

### DVD
Mell First Live Tour 2008 Scope DVD (выпущен 29 апреля 2009)
1. Under Superstition
2. Way beyond there
3. Kill
4. No vain
5. On my own
6. Permit
7. Proof
8. Kicks!
9. Scope
10. Red fraction
11. The first finale in me
12. Egen
13. Virgin's high!
14. Sabaku no Yuki (砂漠の雪)

## Список песен

### Солистка I’ve Sound
| Название                                                               | Дата выпуска     |
| ---------------------------------------------------------------------- | ---------------- |
| «Utsukushiku Ikitai» (яп. 美しく生きたい)                              | 5 февраля 1999   |
| «Fall in Love»                                                         | 24 сентября 1999 |
| «Suna no Kaze» (яп. 砂の風)                                            | 16 октября 1999  |
| «Repeat»                                                               | 16 октября 1999  |
| «Fly to the Top»                                                       | 16 июля 2000     |
| «Kimi to Deaeta Kisetsu» (яп. 君と出会えた季節)                        | 8 декабря 2000   |
| «Inori no Toki» (яп. 祈りの時代)                                       | 22 декабря 2000  |
| «Kanashimi no Hana» (яп. 悲しみの花)                                   | 26 января 2001   |
| «Sayonara o Oshiete» (яп. さよならを教えて)                            | 2 марта 2001     |
| «World My Eyes -prototype-»                                            | 28 декабря 2002  |
| «Sabaku no Yuki» (яп. 砂漠の雪)                                        | 28 декабря 2002  |
| «Last in Blue»                                                         | 28 февраля 2003  |
| «Spiral»                                                               | 27 июня 2003     |
| «Out Flow»                                                             | 5 сентября 2003  |
| «Our Youthful Days»                                                    | 31 октября 2003  |
| «Permit»                                                               | 17 декабря 2004  |
| «Permit» (Unplugged mix)                                               | 17 декабря 2004  |
| «Permit — Yurushi no Toh» (яп. 許しの塔 Yurushi no Tō)                 | 17 декабря 2004  |
| «Permit — Yurushi no Toh» (яп. 許しの塔 Yurushi no Tō) (Unplugged mix) | 17 декабря 2004  |
| «Sabaku no Yuki» (яп. 砂漠の雪) (Mixed up ver.)                        | 29 декабря 2004  |
| «Egen»                                                                 | 14 января 2005   |
| «Two face (Front Line Covers ver.)»                                    | 28 декабря 2008  |
| «Disintegration (Front Line Covers ver.)»                              | 28 декабря 2008  |
| «Kara no Tsubomi» (яп. 殻の蕾)                                         | 25 марта 2009    |
| «Bizarrerie Cage»                                                      | 1 мая 2009       |
| «Noblest Love»                                                         | 26 февраля 2010  |

### Mell & Miki
| Название                                   | Дата выпуска |
| ------------------------------------------ | ------------ |
| «Sora Yori Chikai Yume» (яп. 空より近い夢) | 14 июля 2000 |

### Kotoko& Mell
| Название                                                         | Дата выпуска |
| ---------------------------------------------------------------- | ------------ |
| «See You» ~Chiisana Eien~ (яп. ～小さな永遠～ ～Chiisana Eien～) | 14 июня 2006 |

### I’ve Special Unit
| Название                                                                       | Дата выпуска    |
| ------------------------------------------------------------------------------ | --------------- |
| «See You» ~Chiisana Eien~ (яп. ～小さな永遠～ ～Chiisana Eien～) (P.V ver.)    | 5 сентября 2003 |
| «Fair Heaven»                                                                  | 30 июля 2005    |
| «Tenjō o Kakeru Monotachi» (яп. 天壌を翔る者たち) исполнила с Love Planet Five | 4 апреля 2007   |

### Солистка
- Dear memories
- The Winner Takes It All
- Hello Goodbye (Silent Half)
- Mermaid
- Split (...Split)
- Video-Killed-The-Radio-Star
- Hoshi Meguri no Uta (星めぐりの歌)
- Strange Woman
- Noyau
- Mermaid in the City
- Fin
- Where Are You Now?

### Orihime
- Are naga Ojisan My Dear (アレながおじさん My Dear)
- Are naga Ojisan My Dear Ura (アレながおじさん My Dear 裏)
- Love Generation

### Aki & Kotoko & Mell & Naraku & Yokko-Q
- Sora Yori Chikai Yume ～Nara Q Mix～ (空より近い夢 ～ならQ Mix～)

### C.G mix с участием Mell
- Detect